# 531 Zerlina
531 Zerlina è un asteroide della fascia principale del diametro medio di circa 15,19 km. Scoperto nel 1904, presenta un'orbita caratterizzata da un semiasse maggiore pari a 2,7841431 UA e da un'eccentricità di 0,1996489, inclinata di 34,00081° rispetto all'eclittica.
Il suo nome fa riferimento ad un personaggio del Don Giovanni di Mozart.